# Маначинська волость
Маначинська волость — історична адміністративно-територіальна одиниця Старокостянтинівського повіту Волинської губернії з центром у селі Маначин.
Станом на 1886 рік складалася з 11 поселень, 9 сільських громад. Населення — 7135 осіб (3499 чоловічої статі та 3636 — жіночої), 830 дворових господарства.
|                     | Площа, десятин | У тому числі орної, дес. |
| ------------------- | -------------- | ------------------------ |
| Сільських громад    | 6067           | 4654                     |
| Приватної власності | 4576           | 3638                     |
| Іншої власності     | 421            | 3133                     |
| Загалом             | 11064          | 8602                     |

Поселення волості:
- Маначин — колишнє власницьке село за 80 верст від повітового міста, 1123 особи, 191 двір, православна церква, каплиця, училище, школа, поштова станція, постоялий будинок, 2 вітряних млини. За 15 верст — залізнична станція Війтівці.
- Війтівці (Писарівка) — колишнє власницьке село, 1331 особа, 165 дворів, православна церква, 2 школи, постоялий будинок, водяний і вітряний млини.
- Гарнишівка — колишнє власницьке село при безіменній річці, 708 осіб, 82 двори, школа, постоялий двір, постоялий будинок, водяний млин.
- Лозова — колишнє власницьке село, 790 осіб, 105 дворів, православна церква, школа, постоялий будинок, водяний і вітряний млини, цегельний завод.
- Немиринці — колишнє власницьке село при річці Грабарка, 600 осіб, 83 двори, православна церква, школа, постоялий будинок, 3 вітряних млини.
- Порохня — колишнє власницьке село при річці Жабокрик, 742 особи, 76 дворів, православна церква, школа, постоялий будинок, водяний млин.
- Федірки — колишнє власницьке село при річці Буг, 605 осіб, 75 дворів, православна церква, школа, постоялий будинок, 3 вітряних млини.
- Янушківці — колишнє державне село при річці Грабарка, 490 осіб, 68 дворів, школа й постоялий будинок.

У 1900-1913 роках складалася з 12 поселень, 11 сільських громад. 
Станом на 1900 населення зросло до 11 670 осіб, 1720 дворових господарства, волосним старшиною був Микола Грабовський.
Станом на 1913 населення зросло до 12 822 особи, 2259 дворових господарства, волосним старшиною був С. Маркевич.